# Шмелёв, Яков Олегович
Яков Олегович Шмелёв (англ. Iakov Shmelev; род. 25 августа 1999, Тольятти, Самарская область) — американский и российский футболист, защитник клуба «Мичиган Старз».

## Биография
Родился в Тольятти. Его мать имела юридическое образование и работала в бухгалтерии АвтоВАЗа. Когда Якову было 2 года, его родители развелись, а позднее мать познакомилась с американцем и в возрасте 10 лет он переехал с ней в Анкоридж, штат Аляска.
С 6-ти лет занимался футболом в школе тольяттинской «Лады». После переезда на Аляску, продолжил играть в футбол в местной школе «Фул Форс», выступал за сборную штата. После окончания девятого класса, получил приглашение в академию «Кроссфайр» и переехал в штат Вашингтон. В дальнейшем поступил в Университет Западного Вашингтона и был игроком студенческой команды «WWU Vikings». Окончил бакалавриат по специальности «Бизнес-менеджмент и международный бизнес».
На профессиональном уровне дебютировал в 2022 году в составе клуба «Мичиган Старз», выступающего в NISA (третьем по значимиости дивизионе США). В дебютном сезоне сыграл 21 матч в регулярной части, а также 3 матча в плей-офф. Отметился забитым голом в матче 1/4 финала против «Сиракьюс Палс» (2:0) и полностью отыграл финальный матч против «Альбион Сан-Диего», в котором команда из Мичигана одержала победу со счётом 1:0.
Летом 2023 года переехал в Гибралтар, где подписал контракт с «Лайонс Гибралтар». 17 сентября дебютировал за команду в матче 1-го тура чемпионата Гибралтара против «Линкс», в котором был заменён во время перерыва.

## Достижения
«Мичиган Старз»
- Победитель NISA: 2022[англ.]